# Zahir Zerdab
Zahir Zerdab, né le 9 janvier 1982 à Amiens, est un footballeur international algérien. Il a évoluait au poste de milieu offensif. Professionnel de 2002 à 2017, il compte 347 matchs professionnels.
Il compte 1 sélection en équipe nationale en 2010 contre le Luxembourg ainsi que 18 sélections en équipe A’ d’Algérie.

## Biographie

### Carrière
- 2001-2002 :  US Camon
- 2002-2006 :  US Roye
- 2006-2007 :  AS Beauvais
- 2007-2008 :  Stade de Reims
- 2008 :  SV Zulte Waregem
- 2009-2011 :  JSM Béjaïa
- 2011-2013 :  FC Rouen
- 2013-2014 :  CS Constantine
- 2014-2016 :  MO Béjaïa[2]
- 2016-2017 :  MC Alger

## Palmarès

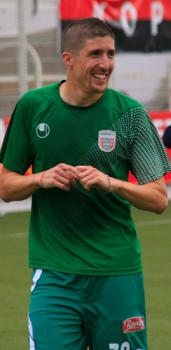
Zahir Zerdab au stade Omar Hammadi

- Vice-champion d'Algérie en 2011 avec la JSM Béjaïa.
- Vice-champion d'Algérie en 2015 avec le MO Béjaïa.
- Vice-champion d'Algérie en 2017 avec le MC Alger.
- Vainqueur de la coupe d'Algérie en 2015 avec le MO Béjaïa.
- Finaliste de la supercoupe d'Algérie en 2015 avec le MO Béjaïa.
- Finaliste de la supercoupe d'Algérie en 2016 avec le MC Alger.
- Finaliste de la Coupe nord-africaine des vainqueurs de coupe en 2008 avec la JSM Béjaïa.